# Pokerkväll i Vårby Gård (sång)
"Pokerkväll i Vårby Gård" är en sång av den svenska rockgruppen Florence Valentin. Den finns med på bandets andra album med samma namn, Pokerkväll i Vårby Gård (2007), men utgavs också som singel samma år.

## Låtlista
1. "Pokerkväll i Vårby Gård" – 2:58
2. "Den fria världen"

## Listplaceringar
| Lista (2007) | Topplacering |
| ------------ | ------------ |
| Sverige      | 57           |

### Fotnoter
1. ↑  Listplacering